# Lycosa shaktae
Lycosa shaktae är en spindelart som beskrevs av Madan Mal Bhandari och Gajbe 200. Lycosa shaktae ingår i släktet Lycosa och familjen vargspindlar. Inga underarter finns listade i Catalogue of Life.